# Bailiwick Guernsey
Bailiwick Guernsey samoupravni je posjed Ujedinjenog Kraljevstva u kanalu La Manche koji se sastoji od nekoliko otoka, od kojih je najveći otok Guernsey. To otočje je geografski dio Kanalskih otoka.

## Osnovni podatci
- Površina: 78 km²
- Stanovništvo: 65.031 ( 2004. )
- Glavni grad otoka: St. Peter Port

## Status
Bailiwick Guernsey (od engl. bailiff, vrsta službenika) jedno je od triju područja koja čine britanske Krunske posjede. Vladar Bailiwicka je vojvoda od Normandije, a tu titulu drži britanski monarh.

## Zemljopis
Bailiwick se sastoji od nekoliko otoka od kojih je najveći otok Guernsey. Otok Guernsey je brežuljkast sa strmim obalama, posebno na jugu. Glavna zanimanja na otoku su uzgoj stoke i vrtlarstvo. Osim toga, Guernsey je važno turističko odredište za one koji vole prirodu kao i za ljubitelje ptica.
Osim otoka Guernsey, Bailiwick se sastoji od otoka Alderney, Sark i Herm te još nekoliko manjih otoka i otočića.

## Povijest
Godine 911., kralj Zapadne Franačke, Karlo III., predao je dio svog teritorija vikinškom vođi Rolonu te je na tom teritoriju stvoreno Vojvodstvo Normandija. Normanski vojvoda 933. godine osvojio je i otočje današnjeg Bailiwicka Guernsey.  
Godine 1066., normanski vojvoda Vilim Osvajač osvojio je Englesku i postao engleskim kraljem, a uz to je i dalje ostao normanski vojvoda. Normandija i Engleska imale su dakle istog vladara. 
Francuski kralj Filip II. August 1204. godine osvojio je Normandiju te ju pripojio Francuskoj. Međutim nije osvojio Kanalske otoke (Guernsey i Jersey) tako da su oni ostali pod vlašću normanskog vojvode koji je bio i engleski kralj. Bailiwick Guernsey i Jersey posljednji su ostatci nekadašnje države Vojvodstva Normandije. One su danas dio krunskih posjeda britanskog monarha. 
Za vrijeme 2. svjetskog rata, Njemačka vojska je okupirala Kanalske otoke. Britanske građane koji nisu bili rođeni na Guernseyju Nijemci su internirali u Logor Lindele u Biberach na Rissu. Okupacijske njemačke snage su otok opremile s nizom utvrda koje su trebale poslužiti kao polazište za napade na Englesku.

## Poznate osobe
- Heather Watson